# Facciamo che io ero
Facciamo che io ero è stato un programma televisivo italiano di genere varietà e satirico, condotto da Virginia Raffaele con la partecipazione di Fabio De Luigi, in onda in prima serata per quattro puntate su Rai 2 nella primavera del 2017.
L'11 febbraio 2019 è andato in onda sempre su Rai 2 il meglio del programma, intitolato Facciamo che io ero - Un'altra volta.

## Il programma
Facciamo che io ero è il primo show televisivo da protagonista di Virginia Raffaele, che ne è anche l'ideatrice. Il programma è incentrato sulle sue celebri imitazioni; nel corso delle puntate infatti la Raffaele interpreta numerosi personaggi, sia inediti che già presentati in altre trasmissioni televisive. Spazio inoltre per diversi ospiti del mondo dello spettacolo, con cui la conduttrice interagisce con sketch comici, duetti musicali e ballati.

## Ascolti
| Puntata                              | Messa in onda    | Telespettatori | Share  | Ospiti | Imitazioni | Argomento del monologo |
| ------------------------------------ | ---------------- | -------------- | ------ | --- | --- | ---------------------- |
| 1                                    | 18 maggio 2017   | 3 296 000      | 14,60% | Francesco Gabbani, Roberto Bolle, Enrico Lucci, Valentina Petrini, Lino Guanciale, Malika Ayane, Gabriel Garko, Lillo & Greg | Fiorella Mannoia, Bianca Berlinguer, Sabrina Ferilli, Michela Murgia, Saveria Foschi Volante, Donatella Versace          | La paura               |
| 2                                    | 24 maggio 2017   | 2 899 000      | 12,85% | Giorgia, Sabrina Ferilli, Michele Bravi, Adriano Panatta, Ale e Franz                                                        | Belén Rodríguez, Anna Oxa, Marina Abramović, Fiorella Mannoia, Michela Murgia, Saveria Foschi Volante                    | Il cambiamento         |
| 3                                    | 31 maggio 2017   | 2 620 000      | 11,80% | Tiziano Ferro, Fiorella Mannoia, Paolo Fox, Marracash, Lillo & Greg                                                          | Carla Fracci, Melania Trump, Saveria Foschi Volante, Michela Murgia, Donatella Versace, Bianca Berlinguer                | I sogni                |
| 4                                    | 7 giugno 2017    | 2 379 000      | 10,70% | Carla Fracci, Mika, Patty Pravo, Ornella Vanoni, Renato Balestra e Massimo Lopez                                             | Saveria Foschi Volante, Michela Murgia, Bianca Berlinguer, Donatella Versace, Alice Kessler, Sandra Milo, Ornella Vanoni | La rabbia              |
| Media                                | Media            | 2 799 000      | 12,49% | | |                        |
| Facciamo che io ero - Un'altra volta | 11 febbraio 2019 | 1 115 000      | 5,30%  | | |                        |